# باسكال بادير
باسكال بادير (24 سبتمبر 1982 بسولوتورن في سويسرا - ) هو لاعب كرة قدم سويسري في مركز الدفاع. لعب مع نادي آلن ونادي فادوتس ونادي لوزيرن وSC Cham ‏ ونادي بادن ‏ وFC Solothurn ‏.

## وصلات خارجية
- باسكال بادير على موقع قاعدة بيانات كرة القدم.إي يو (الإنجليزية)
- باسكال بادير على موقع عالم كرة القدم.نت (الإنجليزية)